# 俺の彼女のウラオモテ
『俺の彼女のウラオモテ』（おれのかのじょのウラオモテ）は、2012年4月26日にAriesから発売された18禁恋愛アドベンチャーゲームである。
2013年3月27日に移植版となるPlayStation Portable版『俺の彼女のウラオモテ〜Pure Sweet Heart〜』がアルケミスト (現：加賀クリエイト)より発売された。2014年4月25日にはスマートフォン版同タイトルが萌えAPPより発売された。
移植版では、キャラクターやCGの追加が行われた。

## あらすじ
主人公の上杉孝也は、憧れの天原みやびの誘いを受け、彼女に近づきたい思いから、学園祭の実行委員会に参加する。その矢先、みやびの母が孝也の父親と再婚し、二人は家族となる。
孝也は驚きと嬉しさを覚えるも、彼女のずぼらな実態を目にするうちに、戸惑いを覚える。そんなみやびに加え、表裏のない幼馴染の都宮なづき、表は孝也に冷たく裏ではベタベタな妹の上杉朱乃、表はお嬢様だが裏はそうでもない転校生の鳴ヶ崎カンナ……。そんなウラオモテのある彼女たちと過ごす高校最後の夏が幕を開ける。

## 登場人物
※声優名は PC版 / iOS・Android・PSP版の順

### 主人公
上杉 孝也（うえすぎ たかや）
本作の主人公。父親の再婚により、みやびとは義理の姉弟となる。

### メインヒロイン
天原 みやび（あまはら みやび）
声 - 水霧けいと /（同左）
身長：162cm / スリーサイズ：B85/W54/H82 / 誕生日：12月23日
孝也の同級生。容姿端麗かつ成績優秀で生徒会長も務めており、孝也からは尊敬されていた。その実態は極度のズボラである。上杉家に行くかたちで、孝也の義姉になる。孝也の事を「上杉君」と呼ぶ。
都宮 なづき（とみや なづき）
声 - 上田朱音 /（同左）
身長：155cm / スリーサイズ：B88/W54/H82 / 誕生日：9月3日
孝也の同級生で幼馴染であり、彼のことを「たっくん」と呼ぶ。おっとりしているが人懐っこく、明るく誰とでもすぐに打ち解けられる一方、ドジな一面もある。
上杉 朱乃（うえすぎ あけの）
声 - 桃井穂美 / 儀武ゆう子
身長：155cm / スリーサイズ：B83/W53/H80 / 誕生日：2月14日
孝也の妹で、ミユキ（ミサト）の同級生。孝也の事を「おにぃ」や「兄貴」と呼ぶ。バスケ部に所属しており、エースとして人気を集めている。明るく勝気である一方、自己主張が強い。怒っている時の口癖は「ふぅ〜〜〜ん！」。
鳴ヶ崎 カンナ（なるがさき カンナ）
声 - 青葉りんご /（同左）
身長：155cm / スリーサイズ：B83/W53/H80 / 誕生日：4月17日
孝也達のクラスに転校してきた帰国子女。鳴ヶ崎神社の巫女をしており、手伝いを理由に部活動には参加していない。髪型は黒い狐耳スタイル。孝也の事を「上杉くん」と呼ぶ。
実は他人と接するのが苦手である。
円谷ミサト（つぶらや ミサト）
声 - 無 / 若林直美
身長：149cm / スリーサイズ：B76/W52/H82 / 誕生日：不明
コンシューマ版の追加ヒロイン。孝也が買い物の途中で遭遇した、気弱な少女。食材の選別が下手である。
胸サイズは貧乳（エピローグでは巨乳になった）。孝也の事を「師匠」や「上杉師匠」と呼ぶ。本名は円谷ミユキ。
円谷ミユキ（つぶらや ミユキ）
声 - 無 / 若林直美
身長：149.5cm / スリーサイズ：B84/W52/H82 / 誕生日：5月1日
朱乃の同級生。孝也が学園の空き教室で遭遇した。胸サイズは巨乳。
ミサトと違って、テンションが高く、ノリがよい。

### その他キャラクター
天原 静音
声：香澄りょう/高城みつ
みやびの母親で司の再婚相手。
上杉 司
声：越田直樹/同左
孝也と朱乃の父親。
伊達 行人
声：風見トーリ/石川弘則
孝也たちのクラスメイトで孝也の親友。

## スタッフ・主題歌
- 原画：有子瑶一、戌角柾、立羽
- シナリオ：毘沙素、みなづきくれは、保桜、芳井一
- BGM：project lights

PC版主題歌
主題歌「knowing」
歌・作詞：真里歌、作曲・編曲：Meis Clauson
EDテーマ
挿入歌「Only place」
歌：kaoru、作詞：Lira、作曲・編曲：maru